# Línea Belgrado–Šid
La línea de ferrocarril Belgrado–Šid oficialmente designada como línea de Ferrocarril 1 está a 120 kilómetros (75 mi) en Serbia que conecta la ciudad de Belgrado con la red de ferrocarril croata y la ciudad de Zagreb. Su ruta sigue el valle del río Sava. Es una parte integral del Corredor paneuropeo X, corriendo de Salzburg y Ljubljana hacia Skopje y Salónica. Está electrificada y en su mayoría tiene doble vía.

## Historia
Fue la ruta del servicio Orientar Expresar desde 1919 hasta 1977.
Como parte del Ferrocarril Zagreb-Belgrado, la electrificación se terminó en 1970.

## Galería

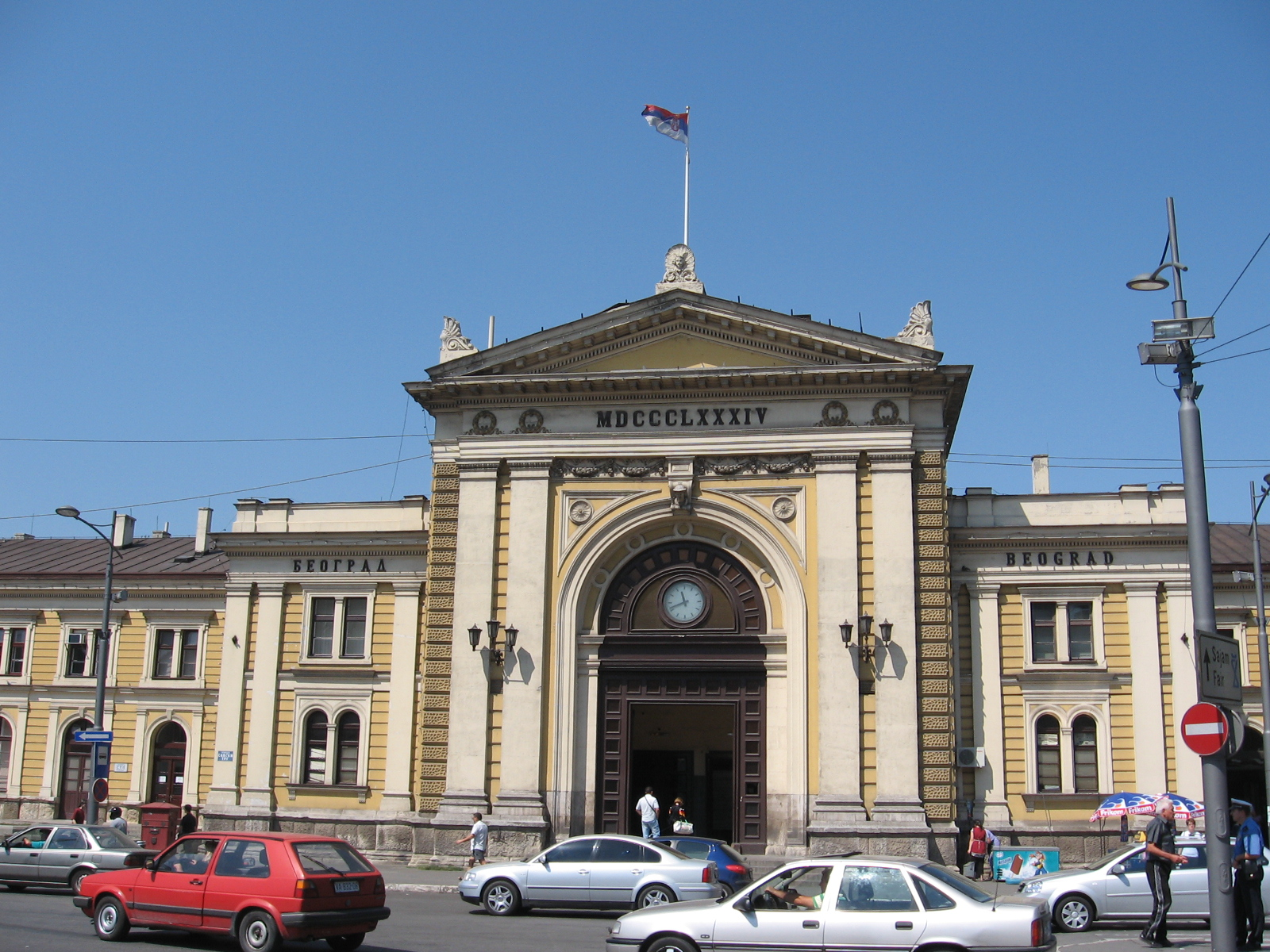
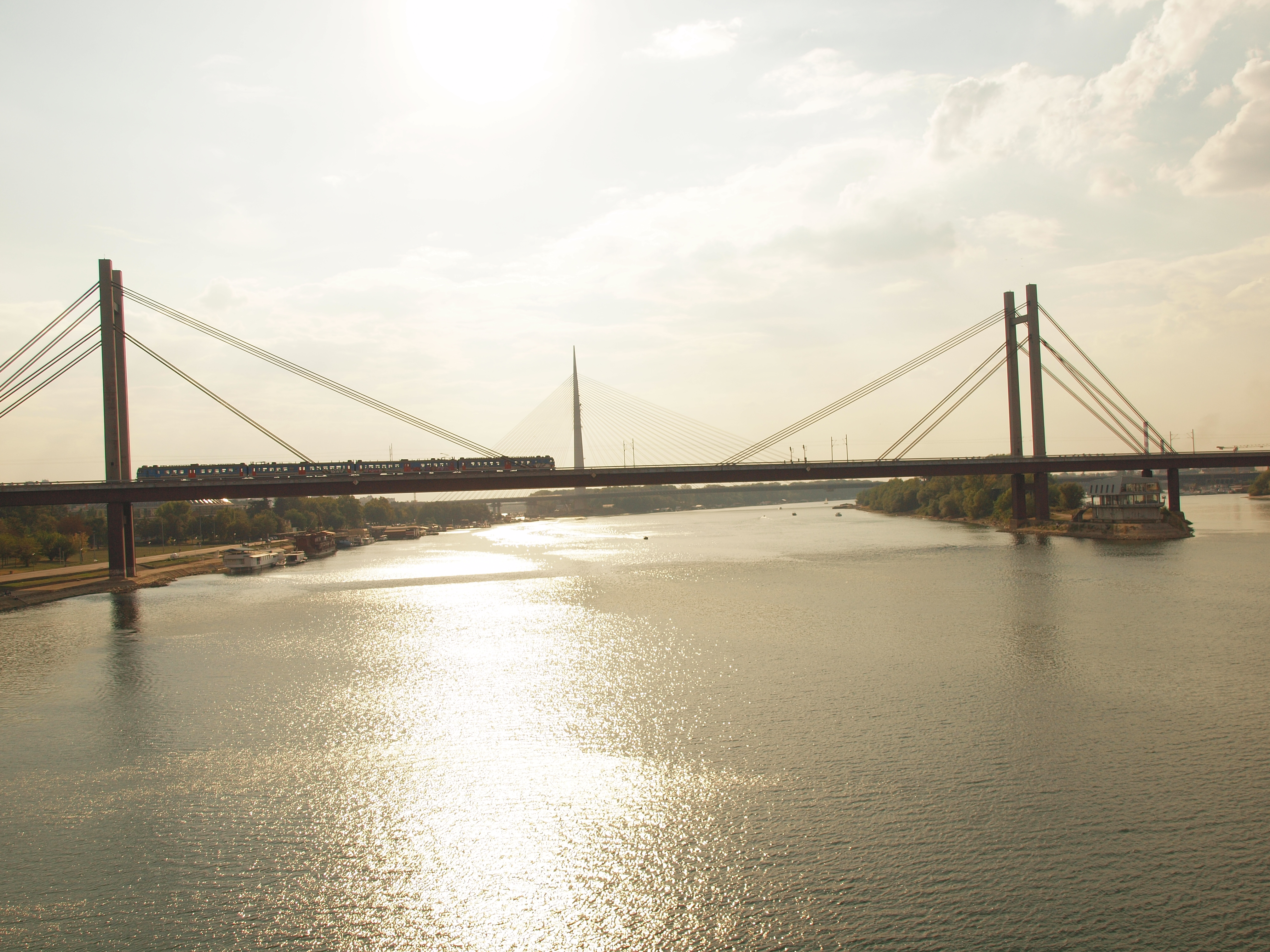